# (13868) Catalonia
(13868) Catalonia es un asteroide que forma parte del cinturón de asteroides y fue descubierto por Joan Guarro i Fló desde el Observatorio Astronómico de Piera, España, el 29 de diciembre de 1999.

## Designación y nombre
Catalonia recibió inicialmente la designación de 1999 YZ8.
Más adelante, en 2000, se nombró por Cataluña, una comunidad autónoma del noroeste de España.

## Características orbitales
Catalonia orbita a una distancia media de 2,557 ua del Sol, pudiendo alejarse hasta 2,869 ua y acercarse hasta 2,245 ua. Su inclinación orbital es 4,22 grados y la excentricidad 0,122. Emplea 1493 días en completar una órbita alrededor del Sol. El movimiento de Catalonia sobre el fondo estelar es de 0,241 grados por día.

## Características físicas
La magnitud absoluta de Catalonia es 14,3.